# Alejandro Quintana
Alejandro Quintana Contreras (* 1951 in Chile) ist ein chilenischer Schauspieler und Regisseur.

## Leben
Alejandro Quintana studierte zunächst Schauspielkunst in Santiago de Chile. Nach dem Militärputsch in seinem Land emigrierte er 1973 in die DDR. In Rostock gründete er mit anderen chilenischen Exilanten die Theatergruppe Teatro Lautaro. Am Volkstheater Rostock arbeitete Quintana von 1974 bis 1981 als Schauspieler und Regisseur, daneben hatte er einen Lehrauftrag an der dortigen Staatlichen Schauspielschule. Danach ging er nach Berlin, arbeitete bis 1983 als Regisseur am damaligen Theater der Freundschaft und wechselte in gleicher Funktion an das Berliner Ensemble. Während seiner 10-jährigen Tätigkeit an der Brecht-Bühne schloss er ein externes Studium am Berliner Regieinstitut ab.
Weitere Stationen in Quintanas Theaterlaufbahn waren das Staatstheater Cottbus, wo er von 1993 bis 1998 als Regisseur wirkte, ehe er von 1998 bis 2000 den Posten des Schauspieldirektors am Volkstheater Rostock innehatte, von wo aus er bis 2003 als Oberspielleiter nach Cottbus zurückkehrte. Ab 2003 war Quintana als freischaffender Regisseur an Theatern in Chemnitz, Rudolstadt, Schwerin und erneut Rostock beschäftigt. Seit September 2008 ist er am Theater Heilbronn wiederum als Schauspieldirektor tätig. Gastweise inszeniert er darüber hinaus am Stuttgarter Theater tri-bühne und an der Württembergischen Landesbühne Esslingen.
Gelegentlich hat Quintana auch für das Fernsehen gearbeitet, so führte er Regie in sechs Folgen der mehrteiligen ZDF-Serie Karfunkel, die zwischen 1991 und 1994 ausgestrahlt wurde. Als Schauspieler war er unter anderem in dem DEFA-Spielfilm Blonder Tango sowie in einer Folge der Krimiserie Stubbe – Von Fall zu Fall zu sehen. Daneben wirkte er in einigen Hörspielproduktionen des Rundfunks der DDR mit.
Im September 2008 geriet Quintana kurzzeitig unter Verdacht, in den Jahren 1978 bis 1982 unter dem Decknamen IM Lautaro inoffizieller Mitarbeiter des MfS gewesen zu sein und als solcher seine chilenischen Landsleute am Theater in Rostock bespitzelt zu haben. Diese Vorwürfe erwiesen sich jedoch nach kurzer Zeit als haltlos.
Gemeinsam mit der Schauspielerin Katrin Steinke hat Alejandro Quintana einen Sohn, den ebenfalls als Schauspieler tätigen Luis (* 1988).

## Filmografie

### Als Schauspieler
- 1984: Haus Excelsior
- 1986: Blonder Tango
- 1991: Karfunkel – Blindekuh
- 1991: Luv und Lee – Lotsendienst
- 1997: Teneriffa – Tag der Rache
- 2001: Stubbe – Von Fall zu Fall – Havanna Dream

### Als Regisseur
- 1987: Die Bestie
- 1991/1994: Karfunkel

## Theater (Regie)
- 1995: Molière: Der Geizige (Staatstheater Cottbus)
- 1999: Friedrich Schiller: Die Verschwörung des Fiesco zu Genua (Staatstheater Cottbus)
- 2000: William Shakespeare: Wie es euch gefällt (Staatstheater Cottbus)

## Hörspiele
- 1984: Der Azteke – Autor: Joy Markert – Regie: Peter Groeger
- 1985: Biko – Autoren: Jon Blair und Normen Fenton – Regie: Peter Groeger
- 1987: Mein lieber Joaquin – Autor: Peter Jakubeit – Regie: Werner Grunow
- 1992: Wer ist hier Columbus? – Autor: Fritz Rudolf Fries – Regie: Peter Groeger

## Auszeichnungen
- 1986: Bester Schauspieler für Blonder Tango (Nationales Spielfilmfestival der DDR)
- 1987: Bester Schauspieler für Blonder Tango (Kritikerpreis des Verbandes der Film- und Fernsehschaffenden der DDR)